# 大手町 (前橋市)
大手町（おおてまち）は、群馬県前橋市の町名。現行行政地名は大手町一丁目から大手町三丁目。郵便番号は371-0026。面積は0.68km2（2011年9月末現在）。

## 地理
前橋市の中央部に位置し、前橋市の司法行政の中心であり、なおかつ群馬県の司法・行政・立法の中心地でもある。西は利根川を隔てて石倉町、北は平和町と岩神町、東は千代田町、南は紅雲町に接する。

### 河川
- 利根川
- 広瀬川

### 地価
住宅地の地価は、2014年（平成26年）1月1日の公示地価によれば、大手町1-10-4の地点で8万4000円/m2となっている。

## 歴史
1966年に前橋市曲輪町、石川町、南曲輪町、北曲輪町、神明町、岩神町の各一部が合併し成立した地名である。

### 沿革
- 1966年（昭和41年）10月1日 - 住居表示に関する法律により曲輪町、石川町、南曲輪町の各一部から大手町一丁目、曲輪町、石川町、南曲輪町、北曲輪町の各一部から大手町二丁目、曲輪町、北曲輪町、神明町、岩神町の各一部及び柳町の全域から大手町三丁目が成立。

### 地名の由来
かつての厩橋城の大手門の門の前であるため。

### 史跡
- 厩橋城址

## 世帯数と人口
2017年（平成29年）8月31日現在の世帯数と人口は以下の通りである。
| 丁目         | 世帯数  | 人口    |
| ------------ | ------- | ------- |
| 大手町一丁目 | 106世帯 | 190人   |
| 大手町二丁目 | 363世帯 | 745人   |
| 大手町三丁目 | 196世帯 | 366人   |
| 計           | 665世帯 | 1,301人 |

## 小・中学校の学区
市立小・中学校に通う場合、学区（校区）は以下の通りとなる。
| 大字         | 区域 | 小学校             | 中学校             |
| ------------ | ---- | ------------------ | ------------------ |
| 大手町一丁目 | 全域 | 前橋市立桃井小学校 | 前橋市立第一中学校 |
| 大手町二丁目 | 全域 | 前橋市立桃井小学校 | 前橋市立第一中学校 |
| 大手町三丁目 | 全域 | 前橋市立桃井小学校 | 前橋市立第一中学校 |

## 交通

### 鉄道
鉄道駅はない。

### 道路
- 国道17号
- 国道50号
- 群馬県道10号前橋安中富岡線

橋
- 中央大橋
- 群馬大橋

## 施設

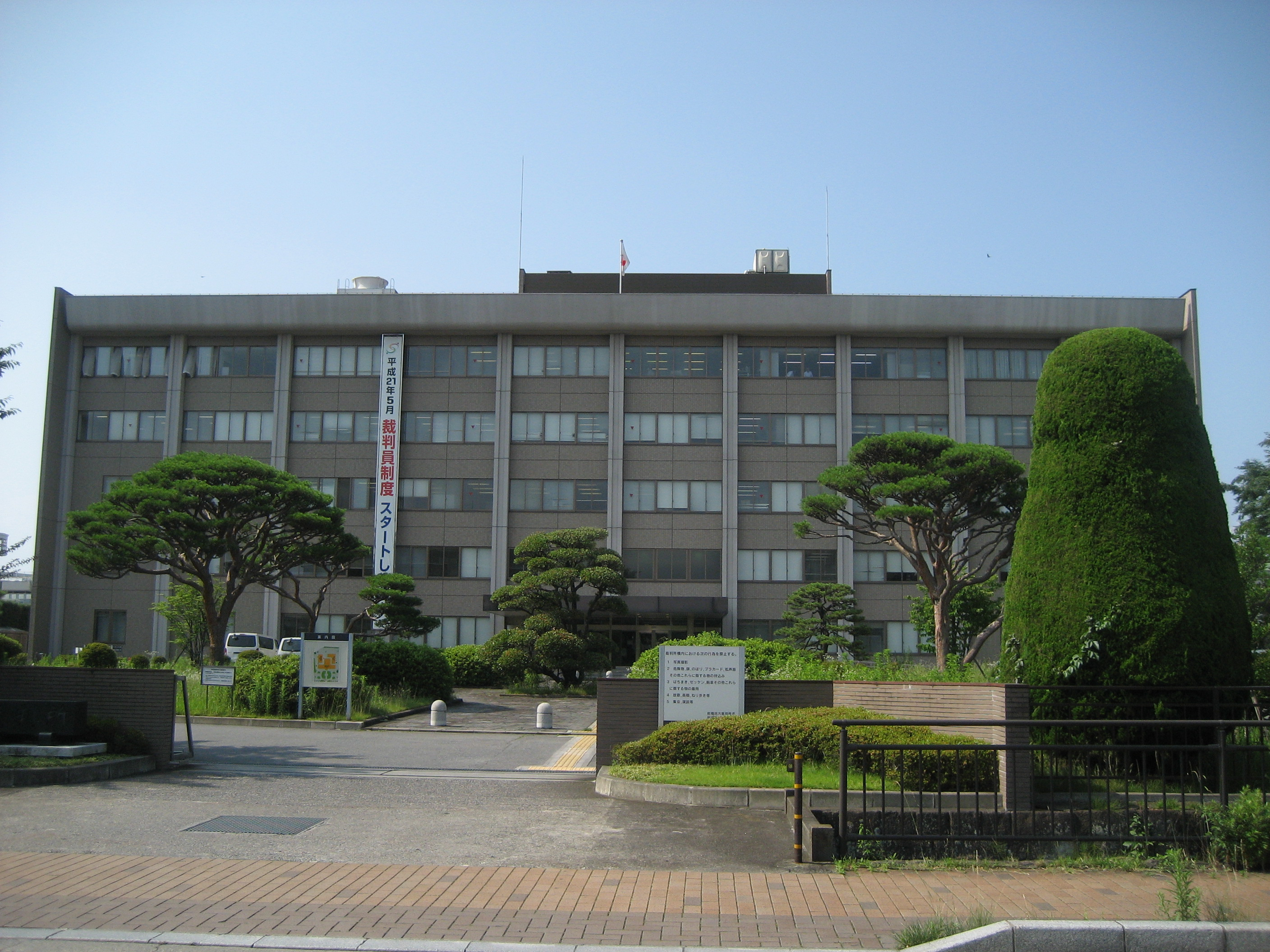
前橋地方裁判所

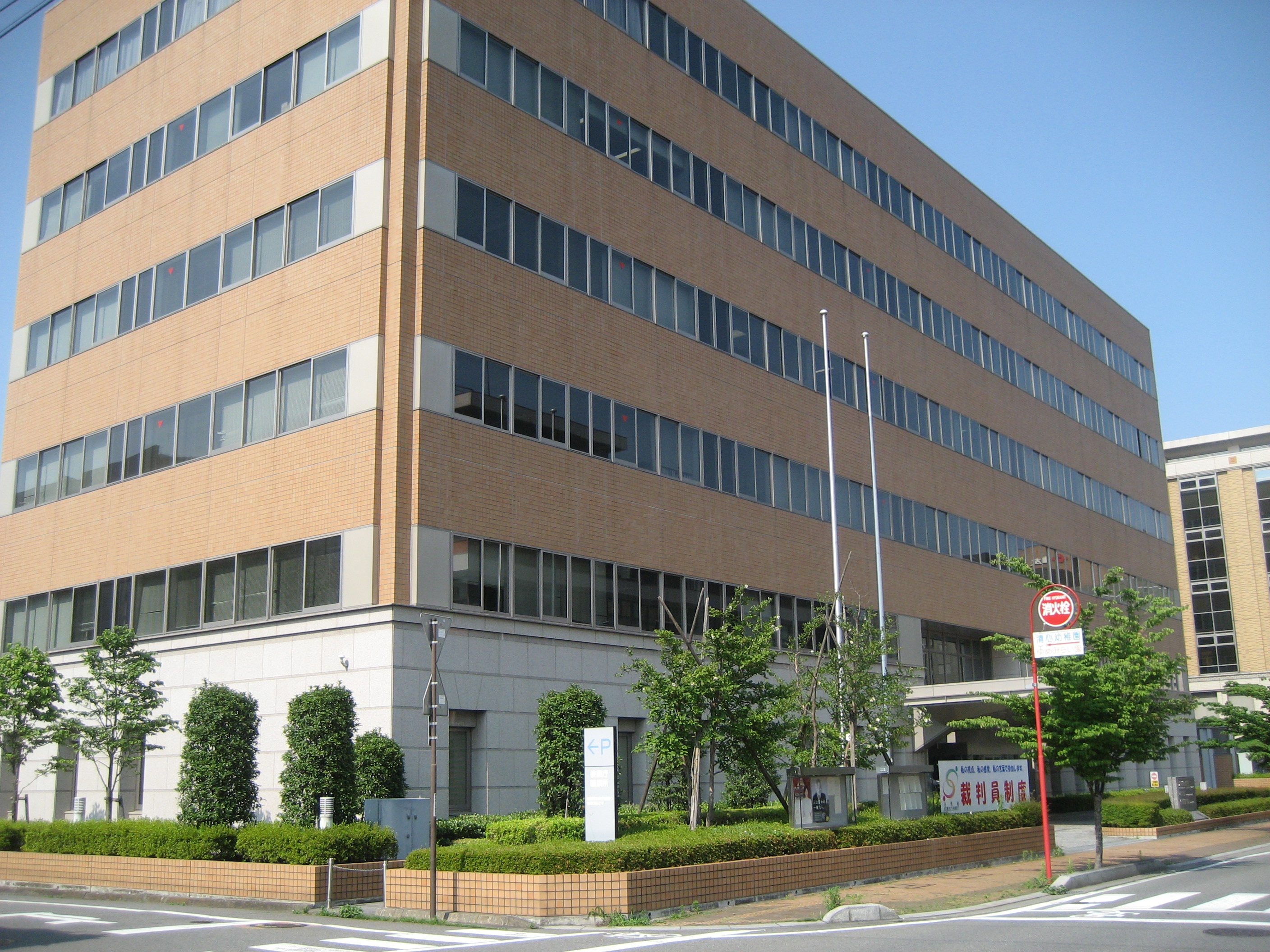
前橋地方検察庁

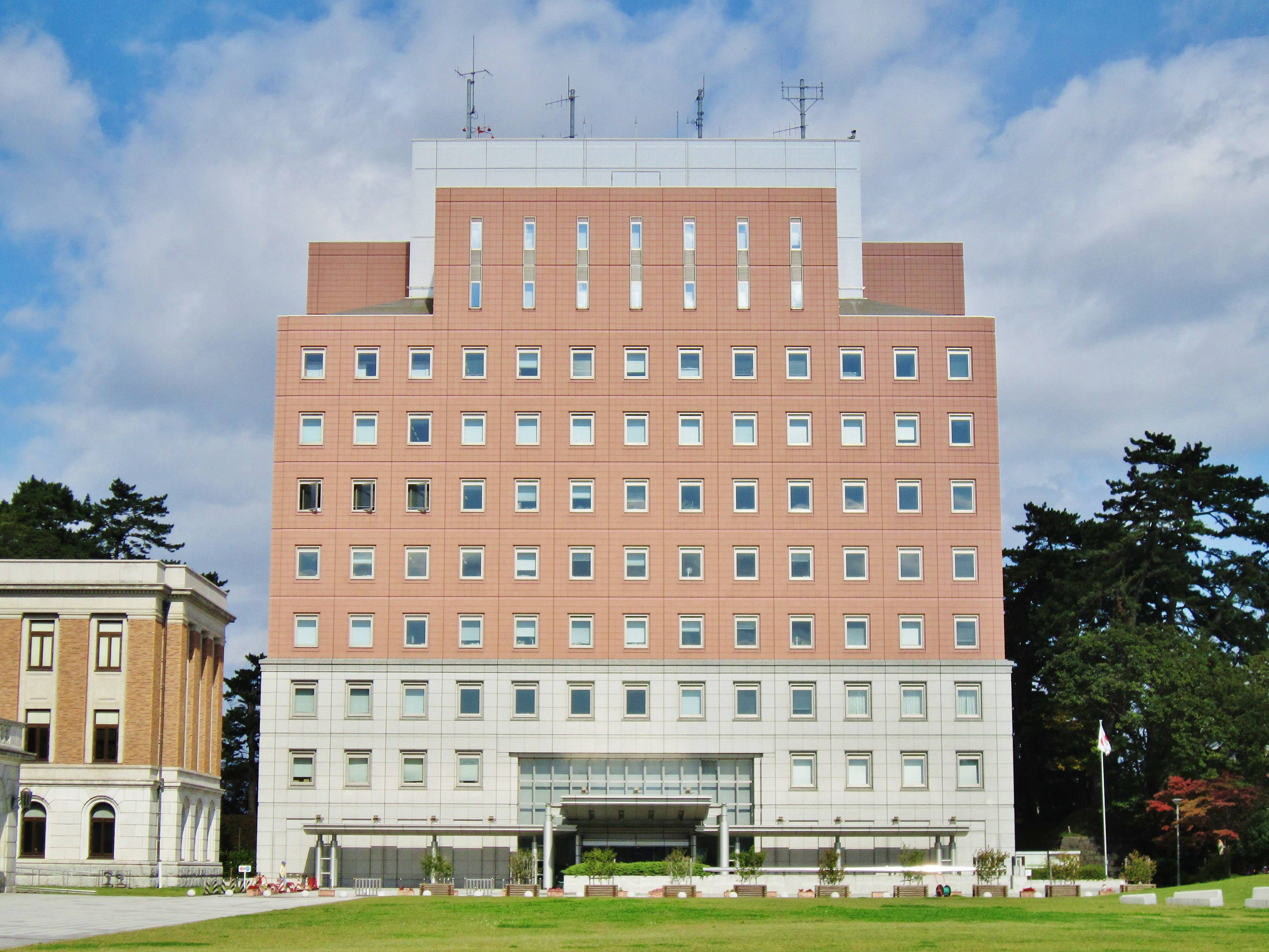
群馬県警察本部

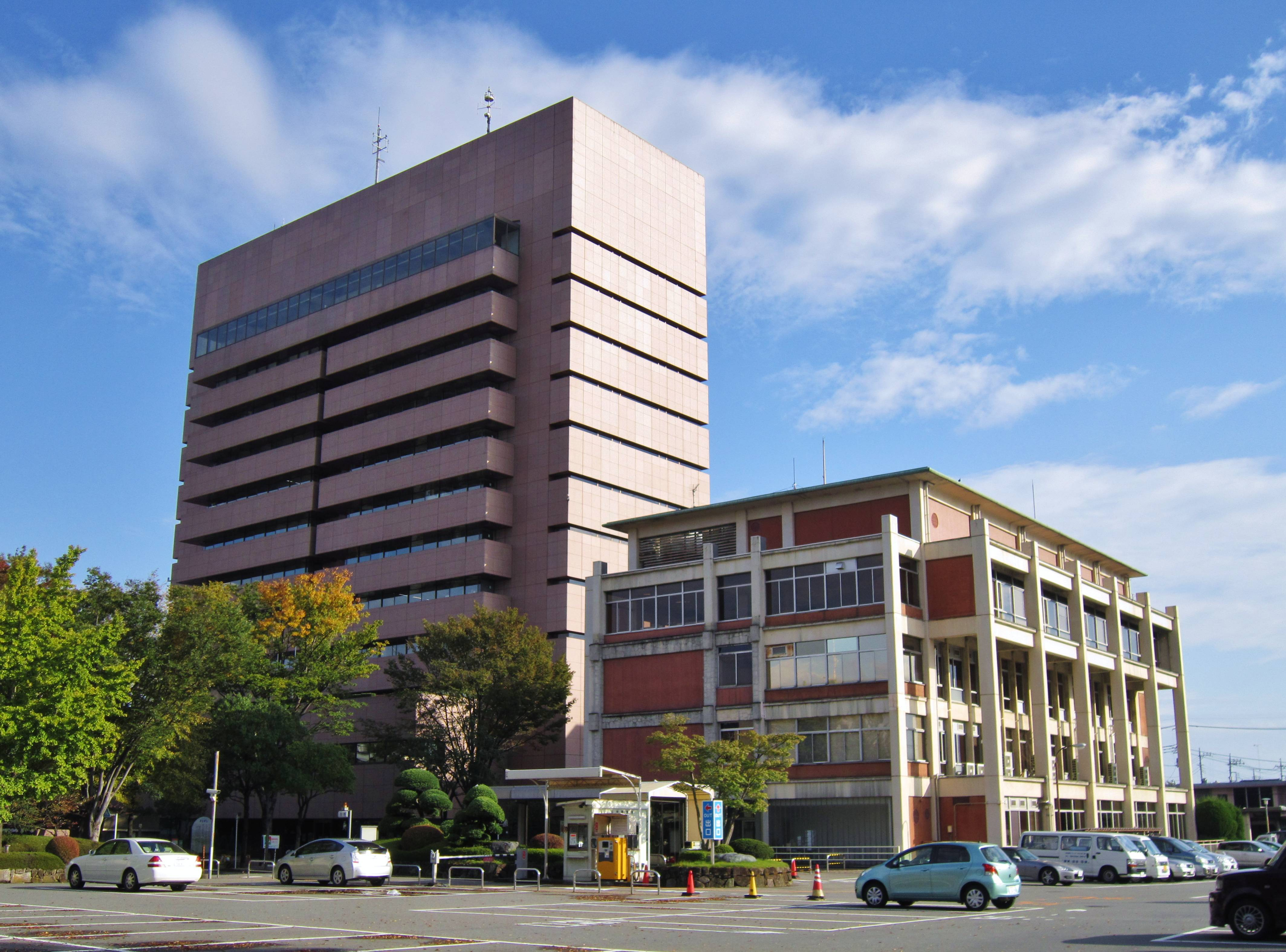
前橋市役所

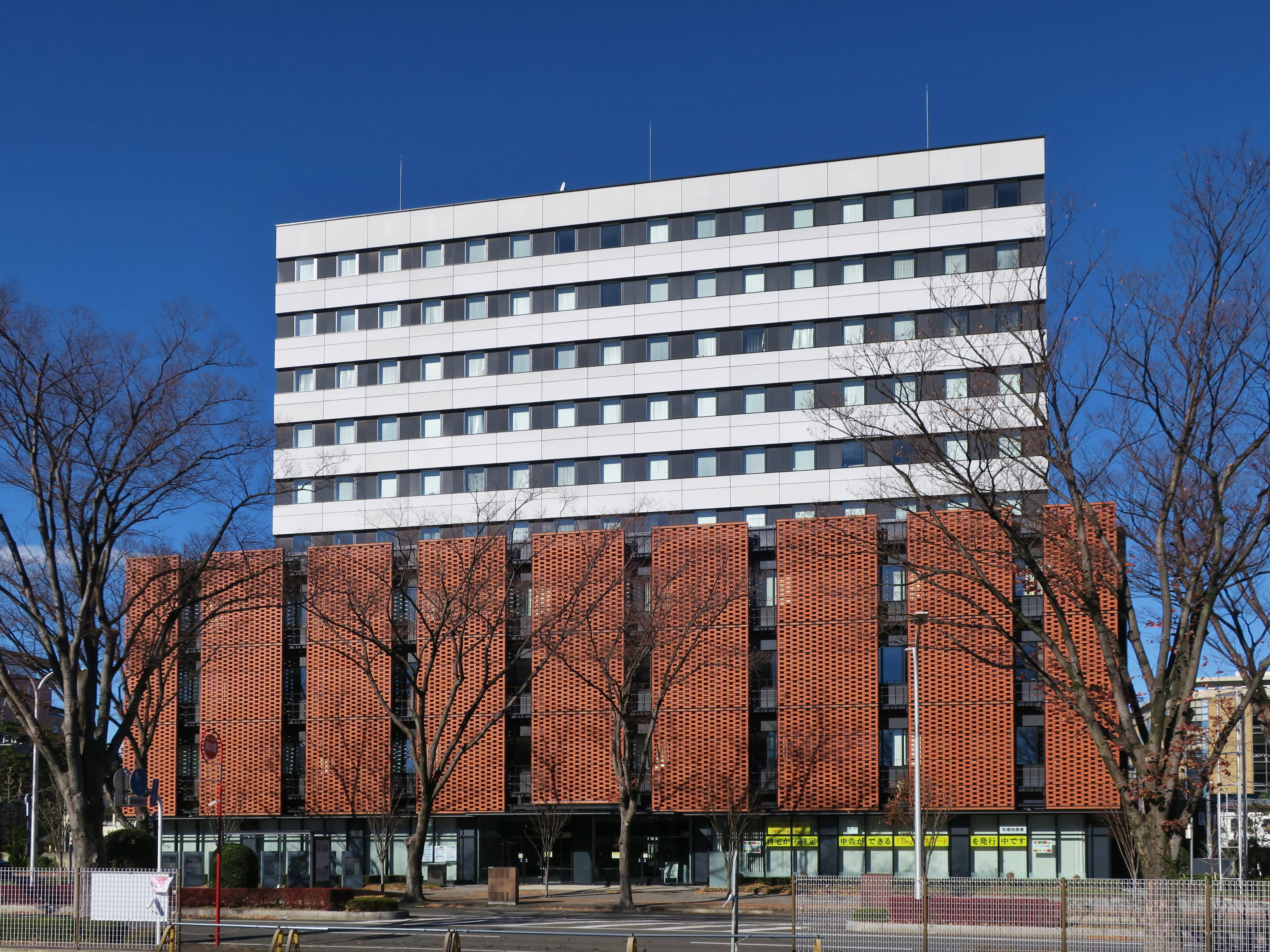
前橋地方合同庁舎

国の行政施設
- 総務省
  - 群馬行政評価事務所
- 法務省
  - 前橋地方法務局
- 財務省
  - 関東財務局前橋財務事務所
  - 東京税関前橋出張所
- 厚生労働省
  - 前橋労働基準監督署
- 防衛省
  - 前橋防衛施設事務所

司法・法務・矯正施設
- 前橋家庭裁判所
- 前橋地方裁判所
- 前橋簡易裁判所
- 前橋検察審査会
- 前橋地方検察庁
  - 前橋区検察庁
  - 中之条区検察庁
  - 伊勢崎区検察庁
- 前橋保護観察所

地方行政施設
- 群馬県庁
- 群馬県議会議事堂
- 群馬県警察本部
- 前橋市役所

公民館
- 前橋中央公民館
- 大手町一丁目公民館
- 大手町二丁目公民館
- 大手町三丁目公民館

保育・教育
- 前橋市立図書館
- 前橋市立桃井小学校
- 前橋市立第四保育所
- 清心幼稚園

公園
- 前橋公園
- るなぱあく
- 高浜公園

会館
- 群馬会館
- 群馬県教育会館
- 群馬県女性会館
- 群馬県中小企業会館
- 臨江閣

郵便局
- 群馬県庁内郵便局

寺社
- 清光寺
- 前橋東照宮
- 長壁神社

## 人物
- 宮田征典（野球選手）
- 諸田幸一（銀行協会会長）
- 井上清（日本小児科学会評議委員）
- 横田博忠（群馬県副知事）